# Cornelius Boza Edwards
Cornelius Boza Edwards est un boxeur ougandais né le 27 mai 1956 à Kampala.

## Carrière
Il devient champion du monde des super-plumes WBC le 8 mars 1981 en dominant aux points Rafael Limón. Il conserve son titre le 30 mai face à Bobby Chacon puis perd par KO au 5e round contre Rolando Navarrete le 29 août 1981. Boza Edwards s'empare du titre européen l'année suivante (victoire au 4e round contre Carlos Hernandez) mais échoue dans la reconquête du titre mondial WBC lors du combat revanche l'opposant à Chacon le 15 mai 1983. Boxant ensuite en poids légers, il perd deux autres championnats du monde face à Héctor Camacho en 1986 et José Luis Ramírez en 1987 puis met un terme à sa carrière.

## Distinction
- Chacon - Boza Edwards II est élu combat de l'année en 1983 par Ring Magazine.